# Conquête musulmane du Levant
Batailles
Ajnadayn · Damas · Fahl · Yarmouk · Jérusalem
La conquête musulmane du Levant (arabe : الفتح الإسلامي للشام (al-Fattḥul alʾIslāmiyyuaš-Šām)) ou conquête arabe du Levant (arabe : الفتح العربي للشام (al-Fattḥul al-ʿArabiyyu Liš-Šām)) est l'invasion de la région byzantine du Levant ou Sham (arabe : شَـام, 'Syrie') par les armées arabes musulmanes de 633 à 640, dans la continuité de la conquête de l'Arabie par Mahomet.

## Présentation
La conquête musulmane du Levant comprend l'actuelle région du Proche-Orient : la Syrie, le Liban, la Mésopotamie, incluant la Palestine, Israël, la Jordanie, l'Anatolie et l'Égypte. 
Les armées arabes musulmanes sont apparues aux frontières méridionales de l'Empire byzantin au temps du vivant du prophète Mahomet, lors de la bataille de Mu'tah en 629, mais la véritable invasion a commencé en 634 sous ses successeurs, les califes rachidoune Abu Bakr et Omar ibn al-Khattâb, avec Khalid ibn al-Walid comme le plus important chef militaire.

## Référencement